# Atethmia pinkeri
Atethmia pinkeri là một loài bướm đêm thuộc họ Noctuidae. Nó được tìm thấy ở Thổ Nhĩ Kỳ.